# Volta a Dinamarca 2023
La Volta a Dinamarca 2023, 32a edició de la Volta a Dinamarca, es disputà entre el 15 i el 19 d'agost de 2023 sobre un recorregut de 737 km repartits entre cinc etapes. La cursa formava part del calendari de l'UCI ProSeries 2023, amb una categoria 2.Pro.
El vencedor final fou el danès Mads Pedersen (Lidl-Trek), que s'imposà als seus compatriotes Mattias Skjelmose Jensen (Lidl-Trek) i Magnus Cort Nielsen (EF Education-EasyPost).

## Equips
L'organització convidà a prendre part en la cursa vint-i-un equips: set equips WorldTeams, set ProTeams, sis equips continentals i un equip nacional:
| WorldTeams (5)- Alpecin-Deceuninck - EF Education-EasyPost - Lidl-Trek - Soudal Quick-Step - Team DSM-Firmenich ProTeams (9)- Bolton Equities Black Spoke Pro Cycling - Green Project-Bardiani CSF-Faizanè - Human Powered Health - Lotto Dstny - Q36.5 Pro Cycling Team - Team Flanders-Baloise - Team Novo Nordisk - Tudor Pro Cycling Team - Uno-X Pro Cycling Team Equips continentals (5)- BHS-PL Beton Bornholm - ColoQuick - HRE Mazowsze Serce Polski - Leopard TOGT Pro Cycling - Restaurant Suri-Carl Ras Equip nacional- Dinamarca |
| |

## Etapes
| Etapa    | Data      | Ciutats d'etapa       | type                      | Distància (km) | Desnivell (m) | Vencedor de l'etapa | Líder de la general |
| -------- | --------- | --------------------- | ------------------------- | -------------- | ------------- | ------------------- | ------------------- |
| 1a etapa | 15 de ago | Aalborg – Aalborg     | etapa plana               | 169,9          | 1.383 m       | Søren Wærenskjold   | Søren Wærenskjold   |
| 2a etapa | 16 de ago | Kjellerup – Silkeborg | etapa plana               | 163,6          | 1.474 m       | Fabio Jakobsen      | Søren Wærenskjold   |
| 3a etapa | 17 de ago | Vejen – Vejle         | etapa accidentada         | 209            | 1.971 m       | Mattias Skjelmose   | Mattias Skjelmose   |
| 4a etapa | 18 de ago | Kalundborg – Bagsværd | etapa plana               | 178,4          | 1.197 m       | Fabio Jakobsen      | Mattias Skjelmose   |
| 5a etapa | 19 de ago | Helsingør – Helsingør | contrarellotge individual | 16,1           | 114 m         | Mads Pedersen       | Mads Pedersen       |

### Etapa 1
| \| Classificació de l'etapa \| Classificació de l'etapa \| Classificació de l'etapa \| Classificació de l'etapa \| Classificació de l'etapa \| \| Corredor \| Corredor \| Equip \| Temps \| \| \| ------------------------ \| ------------------------ \| ---------------------------------- \| ------------------------ \| ------------------------ \| \| 1r \| Søren Wærenskjold \| Uno-X Pro Cycling Team \| 3h 50' 10" \| \| \| 2n \| Fabio Jakobsen \| Soudal Quick-Step \| + 6" \| \| \| 3r \| Mads Pedersen \| Lidl-Trek \| + 6" \| \| \| 4t \| Tobias Lund Andresen \| Team DSM-Firmenich \| + 6" \| \| \| 5è \| Vito Braet \| Team Flanders-Baloise \| + 6" \| \| \| 6è \| Søren Kragh Andersen \| Alpecin-Deceuninck \| + 6" \| \| \| 7è \| Sebastian Kolze Changizi \| Tudor Pro Cycling Team \| + 6" \| \| \| 8è \| Sebastian Nielsen \| ColoQuick \| + 6" \| \| \| 9è \| Andreas Stokbro \| Leopard TOGT Pro Cycling \| + 6" \| \| \| 10è \| Luca Colnaghi \| Green Project-Bardiani CSF-Faizanè \| + 6" \| \| |                          |                                    |            |
| |                          |                                    |            |
| Font: ProCyclingStats |                          |                                    |            |
| Classificació de l'etapa |                          |                                    |            |
| Corredor | Corredor                 | Equip                              | Temps      |
| 1r | Søren Wærenskjold        | Uno-X Pro Cycling Team             | 3h 50' 10" |
| 2n | Fabio Jakobsen           | Soudal Quick-Step                  | + 6"       |
| 3r | Mads Pedersen            | Lidl-Trek                          | + 6"       |
| 4t | Tobias Lund Andresen     | Team DSM-Firmenich                 | + 6"       |
| 5è | Vito Braet               | Team Flanders-Baloise              | + 6"       |
| 6è | Søren Kragh Andersen     | Alpecin-Deceuninck                 | + 6"       |
| 7è | Sebastian Kolze Changizi | Tudor Pro Cycling Team             | + 6"       |
| 8è | Sebastian Nielsen        | ColoQuick                          | + 6"       |
| 9è | Andreas Stokbro          | Leopard TOGT Pro Cycling           | + 6"       |
| 10è | Luca Colnaghi            | Green Project-Bardiani CSF-Faizanè | + 6"       |

| \| Classificació general \| Classificació general \| Classificació general \| Classificació general \| Classificació general \| \| Corredor \| Corredor \| Equip \| Temps \| \| \| --------------------- \| ------------------------ \| ------------------------ \| --------------------- \| --------------------- \| \| 1r \| Søren Wærenskjold \| Uno-X Pro Cycling Team \| 3h 50' 00" \| \| \| 2n \| Fabio Jakobsen \| Soudal Quick-Step \| + 10" \| \| \| 3r \| Mads Pedersen \| Lidl-Trek \| + 12" \| \| \| 4t \| Filippo Ridolfo \| Team Novo Nordisk \| + 14" \| \| \| 5è \| Tobias Lund Andresen \| Team DSM-Firmenich \| + 16" \| \| \| 6è \| Vito Braet \| Team Flanders-Baloise \| + 16" \| \| \| 7è \| Søren Kragh Andersen \| Alpecin-Deceuninck \| + 16" \| \| \| 8è \| Sebastian Kolze Changizi \| Tudor Pro Cycling Team \| + 16" \| \| \| 9è \| Sebastian Nielsen \| ColoQuick \| + 16" \| \| \| 10è \| Andreas Stokbro \| Leopard TOGT Pro Cycling \| + 16" \| \| |                          |                          |            |
| |                          |                          |            |
| Font: ProCyclingStats |                          |                          |            |
| Classificació general |                          |                          |            |
| Corredor | Corredor                 | Equip                    | Temps      |
| 1r | Søren Wærenskjold        | Uno-X Pro Cycling Team   | 3h 50' 00" |
| 2n | Fabio Jakobsen           | Soudal Quick-Step        | + 10"      |
| 3r | Mads Pedersen            | Lidl-Trek                | + 12"      |
| 4t | Filippo Ridolfo          | Team Novo Nordisk        | + 14"      |
| 5è | Tobias Lund Andresen     | Team DSM-Firmenich       | + 16"      |
| 6è | Vito Braet               | Team Flanders-Baloise    | + 16"      |
| 7è | Søren Kragh Andersen     | Alpecin-Deceuninck       | + 16"      |
| 8è | Sebastian Kolze Changizi | Tudor Pro Cycling Team   | + 16"      |
| 9è | Sebastian Nielsen        | ColoQuick                | + 16"      |
| 10è | Andreas Stokbro          | Leopard TOGT Pro Cycling | + 16"      |

### Etapa 2
| \| Classificació de l'etapa \| Classificació de l'etapa \| Classificació de l'etapa \| Classificació de l'etapa \| Classificació de l'etapa \| \| Corredor \| Corredor \| Equip \| Temps \| \| \| ------------------------ \| ------------------------ \| ---------------------------------- \| ------------------------ \| ------------------------ \| \| 1r \| Fabio Jakobsen \| Soudal Quick-Step \| 3h 41' 09" \| \| \| 2n \| Søren Wærenskjold \| Uno-X Pro Cycling Team \| + 0" \| \| \| 3r \| Søren Kragh Andersen \| Alpecin-Deceuninck \| + 0" \| \| \| 4t \| Tobias Lund Andresen \| Team DSM-Firmenich \| + 0" \| \| \| 5è \| Mads Pedersen \| Lidl-Trek \| + 0" \| \| \| 6è \| Mattias Skjelmose \| Lidl-Trek \| + 0" \| \| \| 7è \| Magnus Cort Nielsen \| EF Education-EasyPost \| + 0" \| \| \| 8è \| Jensen Plowright \| Alpecin-Deceuninck \| + 0" \| \| \| 9è \| Matyáš Kopecký \| Team Novo Nordisk \| + 0" \| \| \| 10è \| Filippo Magli \| Green Project-Bardiani CSF-Faizanè \| + 0" \| \| |                      |                                    |            |
| |                      |                                    |            |
| Font: ProCyclingStats |                      |                                    |            |
| Classificació de l'etapa |                      |                                    |            |
| Corredor | Corredor             | Equip                              | Temps      |
| 1r | Fabio Jakobsen       | Soudal Quick-Step                  | 3h 41' 09" |
| 2n | Søren Wærenskjold    | Uno-X Pro Cycling Team             | + 0"       |
| 3r | Søren Kragh Andersen | Alpecin-Deceuninck                 | + 0"       |
| 4t | Tobias Lund Andresen | Team DSM-Firmenich                 | + 0"       |
| 5è | Mads Pedersen        | Lidl-Trek                          | + 0"       |
| 6è | Mattias Skjelmose    | Lidl-Trek                          | + 0"       |
| 7è | Magnus Cort Nielsen  | EF Education-EasyPost              | + 0"       |
| 8è | Jensen Plowright     | Alpecin-Deceuninck                 | + 0"       |
| 9è | Matyáš Kopecký       | Team Novo Nordisk                  | + 0"       |
| 10è | Filippo Magli        | Green Project-Bardiani CSF-Faizanè | + 0"       |

| \| Classificació general \| Classificació general \| Classificació general \| Classificació general \| Classificació general \| \| Corredor \| Corredor \| Equip \| Temps \| \| \| --------------------- \| ------------------------ \| ---------------------- \| --------------------- \| --------------------- \| \| 1r \| Søren Wærenskjold \| Uno-X Pro Cycling Team \| 7h 31' 03" \| \| \| 2n \| Fabio Jakobsen \| Soudal Quick-Step \| + 6" \| \| \| 3r \| Mads Pedersen \| Lidl-Trek \| + 18" \| \| \| 4t \| Søren Kragh Andersen \| Alpecin-Deceuninck \| + 18" \| \| \| 5è \| Filippo Ridolfo \| Team Novo Nordisk \| + 20" \| \| \| 6è \| Tobias Lund Andresen \| Team DSM-Firmenich \| + 22" \| \| \| 7è \| Vito Braet \| Team Flanders-Baloise \| + 22" \| \| \| 8è \| Sebastian Kolze Changizi \| Tudor Pro Cycling Team \| + 22" \| \| \| 9è \| Matyáš Kopecký \| Team Novo Nordisk \| + 22" \| \| \| 10è \| Sebastian Nielsen \| ColoQuick \| + 22" \| \| |                          |                        |            |
| |                          |                        |            |
| Font: ProCyclingStats |                          |                        |            |
| Classificació general |                          |                        |            |
| Corredor | Corredor                 | Equip                  | Temps      |
| 1r | Søren Wærenskjold        | Uno-X Pro Cycling Team | 7h 31' 03" |
| 2n | Fabio Jakobsen           | Soudal Quick-Step      | + 6"       |
| 3r | Mads Pedersen            | Lidl-Trek              | + 18"      |
| 4t | Søren Kragh Andersen     | Alpecin-Deceuninck     | + 18"      |
| 5è | Filippo Ridolfo          | Team Novo Nordisk      | + 20"      |
| 6è | Tobias Lund Andresen     | Team DSM-Firmenich     | + 22"      |
| 7è | Vito Braet               | Team Flanders-Baloise  | + 22"      |
| 8è | Sebastian Kolze Changizi | Tudor Pro Cycling Team | + 22"      |
| 9è | Matyáš Kopecký           | Team Novo Nordisk      | + 22"      |
| 10è | Sebastian Nielsen        | ColoQuick              | + 22"      |

### Etapa 3
| \| Classificació de l'etapa \| Classificació de l'etapa \| Classificació de l'etapa \| Classificació de l'etapa \| Classificació de l'etapa \| \| Corredor \| Corredor \| Equip \| Temps \| \| \| ------------------------ \| ------------------------ \| ------------------------ \| ------------------------ \| ------------------------ \| \| 1r \| Mattias Skjelmose \| Lidl-Trek \| 4h 59' 31" \| \| \| 2n \| Mads Pedersen \| Lidl-Trek \| + 10" \| \| \| 3r \| Magnus Cort Nielsen \| EF Education-EasyPost \| + 43" \| \| \| 4t \| Nicola Conci \| Alpecin-Deceuninck \| + 46" \| \| \| 5è \| Florian Vermeersch \| Lotto Dstny \| + 49" \| \| \| 6è \| Alexander Kamp \| Tudor Pro Cycling Team \| + 51" \| \| \| 7è \| Toms Skujiņš \| Lidl-Trek \| + 1' 10" \| \| \| 8è \| Tobias Svarre \| ColoQuick \| + 1' 10" \| \| \| 9è \| Michael Valgren Andersen \| EF Education-EasyPost \| + 1' 15" \| \| \| 10è \| Kristian Sbaragli \| Alpecin-Deceuninck \| + 1' 15" \| \| |                          |                        |            |
| |                          |                        |            |
| Font: ProCyclingStats |                          |                        |            |
| Classificació de l'etapa |                          |                        |            |
| Corredor | Corredor                 | Equip                  | Temps      |
| 1r | Mattias Skjelmose        | Lidl-Trek              | 4h 59' 31" |
| 2n | Mads Pedersen            | Lidl-Trek              | + 10"      |
| 3r | Magnus Cort Nielsen      | EF Education-EasyPost  | + 43"      |
| 4t | Nicola Conci             | Alpecin-Deceuninck     | + 46"      |
| 5è | Florian Vermeersch       | Lotto Dstny            | + 49"      |
| 6è | Alexander Kamp           | Tudor Pro Cycling Team | + 51"      |
| 7è | Toms Skujiņš             | Lidl-Trek              | + 1' 10"   |
| 8è | Tobias Svarre            | ColoQuick              | + 1' 10"   |
| 9è | Michael Valgren Andersen | EF Education-EasyPost  | + 1' 15"   |
| 10è | Kristian Sbaragli        | Alpecin-Deceuninck     | + 1' 15"   |

| \| Classificació general \| Classificació general \| Classificació general \| Classificació general \| Classificació general \| \| Corredor \| Corredor \| Equip \| Temps \| \| \| --------------------- \| --------------------- \| ---------------------- \| --------------------- \| --------------------- \| \| 1r \| Mattias Skjelmose \| Lidl-Trek \| 12h 30' 46" \| \| \| 2n \| Mads Pedersen \| Lidl-Trek \| + 10" \| \| \| 3r \| Magnus Cort Nielsen \| EF Education-EasyPost \| + 49" \| \| \| 4t \| Nicola Conci \| Alpecin-Deceuninck \| + 56" \| \| \| 5è \| Florian Vermeersch \| Lotto Dstny \| + 59" \| \| \| 6è \| Alexander Kamp \| Tudor Pro Cycling Team \| + 1' 01" \| \| \| 7è \| Søren Wærenskjold \| Uno-X Pro Cycling Team \| + 1' 09" \| \| \| 8è \| Toms Skujiņš \| Lidl-Trek \| + 1' 20" \| \| \| 9è \| Kristian Sbaragli \| Alpecin-Deceuninck \| + 1' 25" \| \| \| 10è \| Brent Van Moer \| Lotto Dstny \| + 1' 26" \| \| |                     |                        |             |
| |                     |                        |             |
| Font: ProCyclingStats |                     |                        |             |
| Classificació general |                     |                        |             |
| Corredor | Corredor            | Equip                  | Temps       |
| 1r | Mattias Skjelmose   | Lidl-Trek              | 12h 30' 46" |
| 2n | Mads Pedersen       | Lidl-Trek              | + 10"       |
| 3r | Magnus Cort Nielsen | EF Education-EasyPost  | + 49"       |
| 4t | Nicola Conci        | Alpecin-Deceuninck     | + 56"       |
| 5è | Florian Vermeersch  | Lotto Dstny            | + 59"       |
| 6è | Alexander Kamp      | Tudor Pro Cycling Team | + 1' 01"    |
| 7è | Søren Wærenskjold   | Uno-X Pro Cycling Team | + 1' 09"    |
| 8è | Toms Skujiņš        | Lidl-Trek              | + 1' 20"    |
| 9è | Kristian Sbaragli   | Alpecin-Deceuninck     | + 1' 25"    |
| 10è | Brent Van Moer      | Lotto Dstny            | + 1' 26"    |

### Etapa 4
| \| Classificació de l'etapa \| Classificació de l'etapa \| Classificació de l'etapa \| Classificació de l'etapa \| Classificació de l'etapa \| \| Corredor \| Corredor \| Equip \| Temps \| \| \| ------------------------ \| ------------------------ \| ---------------------------------- \| ------------------------ \| ------------------------ \| \| 1r \| Fabio Jakobsen \| Soudal Quick-Step \| 4h 00' 36" \| \| \| 2n \| Mads Pedersen \| Lidl-Trek \| + 0" \| \| \| 3r \| Luca Colnaghi \| Green Project-Bardiani CSF-Faizanè \| + 0" \| \| \| 4t \| Søren Wærenskjold \| Uno-X Pro Cycling Team \| + 0" \| \| \| 5è \| Jensen Plowright \| Alpecin-Deceuninck \| + 0" \| \| \| 6è \| Alexander Salby \| Dinamarca \| + 0" \| \| \| 7è \| Tobias Lund Andresen \| Team DSM-Firmenich \| + 0" \| \| \| 8è \| Matteo Moschetti \| Q36.5 Pro Cycling Team \| + 0" \| \| \| 9è \| Andrea Peron \| Team Novo Nordisk \| + 0" \| \| \| 10è \| Sebastian Nielsen \| ColoQuick \| + 0" \| \| |                      |                                    |            |
| |                      |                                    |            |
| Font: ProCyclingStats |                      |                                    |            |
| Classificació de l'etapa |                      |                                    |            |
| Corredor | Corredor             | Equip                              | Temps      |
| 1r | Fabio Jakobsen       | Soudal Quick-Step                  | 4h 00' 36" |
| 2n | Mads Pedersen        | Lidl-Trek                          | + 0"       |
| 3r | Luca Colnaghi        | Green Project-Bardiani CSF-Faizanè | + 0"       |
| 4t | Søren Wærenskjold    | Uno-X Pro Cycling Team             | + 0"       |
| 5è | Jensen Plowright     | Alpecin-Deceuninck                 | + 0"       |
| 6è | Alexander Salby      | Dinamarca                          | + 0"       |
| 7è | Tobias Lund Andresen | Team DSM-Firmenich                 | + 0"       |
| 8è | Matteo Moschetti     | Q36.5 Pro Cycling Team             | + 0"       |
| 9è | Andrea Peron         | Team Novo Nordisk                  | + 0"       |
| 10è | Sebastian Nielsen    | ColoQuick                          | + 0"       |

| \| Classificació general \| Classificació general \| Classificació general \| Classificació general \| Classificació general \| \| Corredor \| Corredor \| Equip \| Temps \| \| \| --------------------- \| --------------------- \| ------------------------ \| --------------------- \| --------------------- \| \| 1r \| Mattias Skjelmose \| Lidl-Trek \| 16h 31' 22" \| \| \| 2n \| Mads Pedersen \| Lidl-Trek \| + 4" \| \| \| 3r \| Magnus Cort Nielsen \| EF Education-EasyPost \| + 49" \| \| \| 4t \| Nicola Conci \| Alpecin-Deceuninck \| + 1' 04" \| \| \| 5è \| Florian Vermeersch \| Lotto Dstny \| + 1' 07" \| \| \| 6è \| Søren Wærenskjold \| Uno-X Pro Cycling Team \| + 1' 09" \| \| \| 7è \| Alexander Kamp \| Tudor Pro Cycling Team \| + 1' 14" \| \| \| 8è \| Brent Van Moer \| Lotto Dstny \| + 1' 26" \| \| \| 9è \| Vito Braet \| Team Flanders-Baloise \| + 1' 31" \| \| \| 10è \| Magnus Bak Klaris \| Restaurant Suri-Carl Ras \| + 1' 31" \| \| |                     |                          |             |
| |                     |                          |             |
| Font: ProCyclingStats |                     |                          |             |
| Classificació general |                     |                          |             |
| Corredor | Corredor            | Equip                    | Temps       |
| 1r | Mattias Skjelmose   | Lidl-Trek                | 16h 31' 22" |
| 2n | Mads Pedersen       | Lidl-Trek                | + 4"        |
| 3r | Magnus Cort Nielsen | EF Education-EasyPost    | + 49"       |
| 4t | Nicola Conci        | Alpecin-Deceuninck       | + 1' 04"    |
| 5è | Florian Vermeersch  | Lotto Dstny              | + 1' 07"    |
| 6è | Søren Wærenskjold   | Uno-X Pro Cycling Team   | + 1' 09"    |
| 7è | Alexander Kamp      | Tudor Pro Cycling Team   | + 1' 14"    |
| 8è | Brent Van Moer      | Lotto Dstny              | + 1' 26"    |
| 9è | Vito Braet          | Team Flanders-Baloise    | + 1' 31"    |
| 10è | Magnus Bak Klaris   | Restaurant Suri-Carl Ras | + 1' 31"    |

### Etapa 5
| \| Classificació de l'etapa \| Classificació de l'etapa \| Classificació de l'etapa \| Classificació de l'etapa \| Classificació de l'etapa \| \| Corredor \| Corredor \| Equip \| Temps \| \| \| ------------------------ \| ------------------------ \| ------------------------ \| ------------------------ \| ------------------------ \| \| 1r \| Mads Pedersen \| Lidl-Trek \| 17' 50" \| \| \| 2n \| Søren Wærenskjold \| Uno-X Pro Cycling Team \| + 24" \| \| \| 3r \| Magnus Cort Nielsen \| EF Education-EasyPost \| + 34" \| \| \| 4t \| Daan Hoole \| Lidl-Trek \| + 35" \| \| \| 5è \| Mattias Skjelmose \| Lidl-Trek \| + 45" \| \| \| 6è \| Niklas Larsen \| Uno-X Pro Cycling Team \| + 50" \| \| \| 7è \| Casper Pedersen \| Soudal Quick-Step \| + 54" \| \| \| 8è \| Josef Černý \| Soudal Quick-Step \| + 58" \| \| \| 9è \| Florian Vermeersch \| Lotto Dstny \| + 1' 00" \| \| \| 10è \| Frederik Muff \| ColoQuick \| + 1' 00" \| \| |                     |                        |          |
| |                     |                        |          |
| Font: ProCyclingStats |                     |                        |          |
| Classificació de l'etapa |                     |                        |          |
| Corredor | Corredor            | Equip                  | Temps    |
| 1r | Mads Pedersen       | Lidl-Trek              | 17' 50"  |
| 2n | Søren Wærenskjold   | Uno-X Pro Cycling Team | + 24"    |
| 3r | Magnus Cort Nielsen | EF Education-EasyPost  | + 34"    |
| 4t | Daan Hoole          | Lidl-Trek              | + 35"    |
| 5è | Mattias Skjelmose   | Lidl-Trek              | + 45"    |
| 6è | Niklas Larsen       | Uno-X Pro Cycling Team | + 50"    |
| 7è | Casper Pedersen     | Soudal Quick-Step      | + 54"    |
| 8è | Josef Černý         | Soudal Quick-Step      | + 58"    |
| 9è | Florian Vermeersch  | Lotto Dstny            | + 1' 00" |
| 10è | Frederik Muff       | ColoQuick              | + 1' 00" |

## Classificació final
| \| Classificació general \| Classificació general \| Classificació general \| Classificació general \| Classificació general \| \| Corredor \| Corredor \| Equip \| Temps \| \| \| --------------------- \| --------------------- \| ------------------------ \| --------------------- \| --------------------- \| \| 1r \| Mads Pedersen \| Lidl-Trek \| 16h 49' 16" \| \| \| 2n \| Mattias Skjelmose \| Lidl-Trek \| + 41" \| \| \| 3r \| Magnus Cort Nielsen \| EF Education-EasyPost \| + 1' 19" \| \| \| 4t \| Søren Wærenskjold \| Uno-X Pro Cycling Team \| + 1' 29" \| \| \| 5è \| Florian Vermeersch \| Lotto Dstny \| + 2' 03" \| \| \| 6è \| Alexander Kamp \| Tudor Pro Cycling Team \| + 2' 12" \| \| \| 7è \| Brent Van Moer \| Lotto Dstny \| + 2' 28" \| \| \| 8è \| Mathias Bregnhøj \| Leopard TOGT Pro Cycling \| + 2' 28" \| \| \| 9è \| Toms Skujiņš \| Lidl-Trek \| + 2' 30" \| \| \| 10è \| Magnus Bak Klaris \| Restaurant Suri-Carl Ras \| + 2' 34" \| \| |                     |                          |             |
| |                     |                          |             |
| Font: ProCyclingStats |                     |                          |             |
| Classificació general |                     |                          |             |
| Corredor | Corredor            | Equip                    | Temps       |
| 1r | Mads Pedersen       | Lidl-Trek                | 16h 49' 16" |
| 2n | Mattias Skjelmose   | Lidl-Trek                | + 41"       |
| 3r | Magnus Cort Nielsen | EF Education-EasyPost    | + 1' 19"    |
| 4t | Søren Wærenskjold   | Uno-X Pro Cycling Team   | + 1' 29"    |
| 5è | Florian Vermeersch  | Lotto Dstny              | + 2' 03"    |
| 6è | Alexander Kamp      | Tudor Pro Cycling Team   | + 2' 12"    |
| 7è | Brent Van Moer      | Lotto Dstny              | + 2' 28"    |
| 8è | Mathias Bregnhøj    | Leopard TOGT Pro Cycling | + 2' 28"    |
| 9è | Toms Skujiņš        | Lidl-Trek                | + 2' 30"    |
| 10è | Magnus Bak Klaris   | Restaurant Suri-Carl Ras | + 2' 34"    |

## Classificacions secundàries

### Classificació per punts
| Classificació per punts | Classificació per punts | Classificació per punts            | Classificació per punts | Classificació per punts |
| Corredor                | Corredor                | Equip                              | Punts                   |                         |
| ----------------------- | ----------------------- | ---------------------------------- | ----------------------- | ----------------------- |
| 1r                      | Mads Pedersen           | Lidl-Trek                          | 57 pts                  |                         |
| 2n                      | Søren Wærenskjold       | Uno-X Pro Cycling Team             | 48 pts                  |                         |
| 3r                      | Fabio Jakobsen          | Soudal Quick-Step                  | 42 pts                  |                         |
| 4t                      | Mattias Skjelmose       | Lidl-Trek                          | 30 pts                  |                         |
| 5è                      | Magnus Cort Nielsen     | EF Education-EasyPost              | 26 pts                  |                         |
| 6è                      | Tobias Lund Andresen    | Team DSM-Firmenich                 | 24 pts                  |                         |
| 7è                      | Søren Kragh Andersen    | Alpecin-Deceuninck                 | 17 pts                  |                         |
| 8è                      | Luca Colnaghi           | Green Project-Bardiani CSF-Faizanè | 13 pts                  |                         |
| 9è                      | Jensen Plowright        | Alpecin-Deceuninck                 | 13 pts                  |                         |
| 10è                     | Florian Vermeersch      | Lotto Dstny                        | 12 pts                  |                         |

### Classificació de la muntanya
| Classificació de la muntanya | Classificació de la muntanya | Classificació de la muntanya | Classificació de la muntanya | Classificació de la muntanya |
| Corredor                     | Corredor                     | Equip                        | Punts                        |                              |
| ---------------------------- | ---------------------------- | ---------------------------- | ---------------------------- | ---------------------------- |
| 1r                           | Nicklas Pedersen             | ColoQuick                    | 40 pts                       |                              |
| 2n                           | Jeppe Aaskov Pallesen        | HRE Mazowsze Serce Polski    | 32 pts                       |                              |
| 3r                           | Wessel Krul                  | Human Powered Health         | 26 pts                       |                              |
| 4t                           | Frederik Irgens Jensen       | BHS-PL Beton Bornholm        | 22 pts                       |                              |
| 5è                           | Mads Østergaard Kristensen   | Leopard TOGT Pro Cycling     | 20 pts                       |                              |
| 6è                           | Henrik Pedersen              | ColoQuick                    | 18 pts                       |                              |
| 7è                           | Nikolaj Mengel               | BHS-PL Beton Bornholm        | 16 pts                       |                              |
| 8è                           | Emil Nygaard Vinjebo         | Leopard TOGT Pro Cycling     | 12 pts                       |                              |
| 9è                           | Simon Pellaud                | Tudor Pro Cycling Team       | 10 pts                       |                              |
| 10è                          | Jules Hesters                | Team Flanders-Baloise        | 8 pts                        |                              |

### Classificació dels joves
| Classificació del millor jove | Classificació del millor jove | Classificació del millor jove           | Classificació del millor jove | Classificació del millor jove |
| Corredor                      | Corredor                      | Equip                                   | Temps                         |                               |
| ----------------------------- | ----------------------------- | --------------------------------------- | ----------------------------- | ----------------------------- |
| 1r                            | Logan Currie                  | Bolton Equities Black Spoke Pro Cycling | 16h 52' 07"                   |                               |
| 2n                            | Tobias Svarre                 | ColoQuick                               | + 27"                         |                               |
| 3r                            | Kasper Andersen               | Dinamarca                               | + 1' 13"                      |                               |
| 4t                            | Matyáš Kopecký                | Team Novo Nordisk                       | + 3' 09"                      |                               |
| 5è                            | Jenno Berckmoes               | Team Flanders-Baloise                   | + 4' 59"                      |                               |
| 6è                            | Robin Juel Skivild            | Leopard TOGT Pro Cycling                | + 5' 11"                      |                               |
| 7è                            | Marco Brenner                 | Team DSM-Firmenich                      | + 7' 26"                      |                               |
| 8è                            | Martin Svrček                 | Soudal Quick-Step                       | + 10' 24"                     |                               |
| 9è                            | Tobias Lund Andresen          | Team DSM-Firmenich                      | + 11' 54"                     |                               |
| 10è                           | Filippo Ridolfo               | Team Novo Nordisk                       | + 15' 37"                     |                               |

### Classificació per equips
| Classificació per equips | Classificació per equips  | Classificació per equips | Classificació per equips |
| Equip                    | Equip                     | Temps                    |                          |
| ------------------------ | ------------------------- | ------------------------ | ------------------------ |
| 1r                       | Lidl-Trek                 | 50h 30' 36"              |                          |
| 2n                       | EF Education-EasyPost     | + 4' 36"                 |                          |
| 3r                       | Leopard TOGT Pro Cycling  | + 5' 27"                 |                          |
| 4t                       | Alpecin-Deceuninck        | + 5' 33"                 |                          |
| 5è                       | Tudor Pro Cycling Team    | + 5' 58"                 |                          |
| 6è                       | HRE Mazowsze Serce Polski | + 7' 52"                 |                          |
| 7è                       | Lotto Dstny               | + 10' 42"                |                          |
| 8è                       | Soudal Quick-Step         | + 10' 58"                |                          |
| 9è                       | Team Flanders-Baloise     | + 11' 41"                |                          |
| 10è                      | Uno-X Pro Cycling Team    | + 13' 57"                |                          |

## Evolució de les classificacions
| Etapa            | Vencedor                 | Classificació general    | Classificació per punts | Classificació de la muntanya | Classificació dels joves | Classificació de la combativitat | Classificació per equips |
| ---------------- | ------------------------ | ------------------------ | ----------------------- | ---------------------------- | ------------------------ | -------------------------------- | ------------------------ |
| 1                | Søren Wærenskjold        | Søren Wærenskjold        | Søren Wærenskjold       | Mads Østergaard              | Filippo Ridolfo          | Mads Østergaard                  | Uno-X Pro Cycling Team   |
| 2                | Fabio Jakobsen           | Søren Wærenskjold        | Søren Wærenskjold       | Frederik Irgens Jensen       | Filippo Ridolfo          | Daniel Stampe                    | Uno-X Pro Cycling Team   |
| 3                | Mattias Skjelmose Jensen | Mattias Skjelmose Jensen | Mads Pedersen           | Nicklas Amdi Pedersen        | Kasper Andersen          | Nicklas Amdi Pedersen            | Lidl-Trek                |
| 4                | Fabio Jakobsen           | Mattias Skjelmose Jensen | Fabio Jakobsen          | Nicklas Amdi Pedersen        | Kasper Andersen          | Emil Vinjebo                     | Lidl-Trek                |
| 5                | Mads Pedersen            | Mads Pedersen            | Mads Pedersen           | Nicklas Amdi Pedersen        | Logan Currie             | no entregat                      | Lidl-Trek                |
| Classement final | Classement final         | Mads Pedersen            | Mads Pedersen           | Nicklas Amdi Pedersen        | Logan Currie             | Mads Østergaard                  | Lidl-Trek                |

## Llista de participants
| Lidl-Trek LTK | Lidl-Trek LTK                  | Lidl-Trek LTK |
| ------------- | ------------------------------ | ------------- |
| Núm           | Ciclista                       | Pos           |
| 1             | Julien Bernard (FRA)           | DNF-3         |
| 2             | Daan Hoole (NED)               | 84è           |
| 3             | Jacopo Mosca (ITA)             | 51è           |
| 4             | Mads Pedersen (DEN)            | 1r            |
| 5             | Mattias Skjelmose (DEN) (ruta) | 2n            |
| 6             | Toms Skujiņš (LAT) (crono)     | 9è            |
| 7             | Martin Pedersen (DEN)          | 122è          |

| Alpecin-Deceuninck ADC | Alpecin-Deceuninck ADC      | Alpecin-Deceuninck ADC |
| ---------------------- | --------------------------- | ---------------------- |
| Núm                    | Ciclista                    | Pos                    |
| 11                     | Søren Kragh Andersen (DEN)  | 29è                    |
| 12                     | Ramon Sinkeldam (NED)       | 61è                    |
| 13                     | Nicola Conci (ITA)          | 11è                    |
| 14                     | Oscar Riesebeek (NED)       | 50è                    |
| 15                     | Jensen Plowright (AUS)      | 80è                    |
| 16                     | Kristian Sbaragli (ITA)     | 20è                    |
| 17                     | Fabio Van den Bossche (BEL) | 40è                    |

| EF Education-EasyPost EFE | EF Education-EasyPost EFE      | EF Education-EasyPost EFE |
| ------------------------- | ------------------------------ | ------------------------- |
| Núm                       | Ciclista                       | Pos                       |
| 21                        | James Shaw (GBR)               | NP-5                      |
| 22                        | Magnus Cort Nielsen (DEN)      | 3r                        |
| 23                        | Stefan de Bod (RSA) (crono)    | 13è                       |
| 24                        | Mikkel Frølich Honoré (DEN)    | 34è                       |
| 25                        | Jonas Rutsch (GER)             | 47è                       |
| 26                        | Thomas Scully (NZL)            | 90è                       |
| 27                        | Michael Valgren Andersen (DEN) | 35è                       |

| Soudal Quick-Step SOQ | Soudal Quick-Step SOQ       | Soudal Quick-Step SOQ |
| --------------------- | --------------------------- | --------------------- |
| Núm                   | Ciclista                    | Pos                   |
| 31                    | Josef Černý (CZE)           | 100è                  |
| 32                    | Fabio Jakobsen (NED) (ruta) | 57è                   |
| 33                    | Michael Mørkøv (DEN)        | 55è                   |
| 34                    | Casper Pedersen (DEN)       | 26è                   |
| 35                    | Tim Declercq (BEL)          | NP-5                  |
| 36                    | Martin Svrček (SVK)         | 48è                   |
| 37                    | Mauri Vansevenant (BEL)     | DNF-1                 |

| Team DSM-Firmenich DSM | Team DSM-Firmenich DSM     | Team DSM-Firmenich DSM |
| ---------------------- | -------------------------- | ---------------------- |
| Núm                    | Ciclista                   | Pos                    |
| 41                     | Tobias Lund Andresen (DEN) | 52è                    |
| 42                     | Marco Brenner (GER)        | 41è                    |
| 44                     | Tim Naberman (NED)         | NP-5                   |
| 45                     | Florian Stork (GER)        | 32è                    |
| 46                     | Martijn Tusveld (NED)      | 83è                    |
| 47                     | Enzo Leijnse (NED)         | 101è                   |

| Uno-X Pro Cycling Team UXT | Uno-X Pro Cycling Team UXT      | Uno-X Pro Cycling Team UXT |
| -------------------------- | ------------------------------- | -------------------------- |
| Núm                        | Ciclista                        | Pos                        |
| 51                         | Louis Bendixen (DEN)            | 86è                        |
| 52                         | Alfred Grenaae (DEN)            | 112è                       |
| 53                         | William Blume Levy (DEN)        | 85è                        |
| 54                         | Anthon Charmig (DEN)            | 36è                        |
| 55                         | Lasse Norman Hansen (DEN)       | 87è                        |
| 56                         | Niklas Larsen (DEN)             | 30è                        |
| 57                         | Søren Wærenskjold (NOR) (crono) | 4t                         |

| Lotto Dstny LTD | Lotto Dstny LTD          | Lotto Dstny LTD |
| --------------- | ------------------------ | --------------- |
| Núm             | Ciclista                 | Pos             |
| 61              | Sébastien Grignard (BEL) | 42è             |
| 62              | Joshua Giddings (GBR)    | 102è            |
| 63              | Harry Sweeny (AUS)       | 49è             |
| 64              | Jarne Van De Paar (BEL)  | DNF-2           |
| 65              | Brent Van Moer (BEL)     | 7è              |
| 66              | Florian Vermeersch (BEL) | 5è              |
| 67              | Axel De Lie (BEL)        | 116è            |

| Tudor Pro Cycling Team TUD | Tudor Pro Cycling Team TUD     | Tudor Pro Cycling Team TUD |
| -------------------------- | ------------------------------ | -------------------------- |
| Núm                        | Ciclista                       | Pos                        |
| 71                         | Sebastian Kolze Changizi (DEN) | 45è                        |
| 72                         | Jacob Eriksson (SWE)           | 39è                        |
| 73                         | Lucas Eriksson (SWE) (ruta)    | 25è                        |
| 74                         | Alexander Kamp (DEN)           | 6è                         |
| 75                         | Simon Pellaud (SUI)            | 37è                        |
| 76                         | Luc Wirtgen (LUX)              | 88è                        |
| 77                         | Aivaras Mikutis (LTU) (crono)  | 106è                       |

| Green Project-Bardiani CSF-Faizanè BCF | Green Project-Bardiani CSF-Faizanè BCF | Green Project-Bardiani CSF-Faizanè BCF |
| -------------------------------------- | -------------------------------------- | -------------------------------------- |
| Núm                                    | Ciclista                               | Pos                                    |
| 81                                     | Luca Colnaghi (ITA)                    | 43è                                    |
| 82                                     | Riccardo Lucca (ITA)                   | 77è                                    |
| 83                                     | Filippo Magli (ITA)                    | 27è                                    |
| 84                                     | Alessio Nieri (ITA)                    | 93è                                    |
| 85                                     | Luca Paletti (ITA)                     | 71è                                    |
| 86                                     | Luca Rastelli (ITA)                    | 65è                                    |
| 87                                     | Alessandro Santaromita (ITA)           | 59è                                    |

| Bolton Equities Black Spoke Pro Cycling BEB | Bolton Equities Black Spoke Pro Cycling BEB | Bolton Equities Black Spoke Pro Cycling BEB |
| ------------------------------------------- | ------------------------------------------- | ------------------------------------------- |
| Núm                                         | Ciclista                                    | Pos                                         |
| 91                                          | Logan Currie (NZL)                          | 14è                                         |
| 92                                          | James Fouche (NZL)                          | 70è                                         |
| 93                                          | Aaron Gate (NZL) (crono)                    | DNF-3                                       |
| 94                                          | Ollie Jones (NZL)                           | NP-5                                        |
| 95                                          | Luke Mudgway (NZL)                          | 81è                                         |
| 96                                          | James Oram (NZL) (ruta)                     | 73è                                         |
| 97                                          | Mark Stewart (GBR)                          | 56è                                         |

| Q36.5 Pro Cycling Team Q36 | Q36.5 Pro Cycling Team Q36     | Q36.5 Pro Cycling Team Q36 |
| -------------------------- | ------------------------------ | -------------------------- |
| Núm                        | Ciclista                       | Pos                        |
| 101                        | Jack Bauer (NZL)               | 58è                        |
| 102                        | Tom Devriendt (BEL)            | DNF-2                      |
| 103                        | Tobias Ludvigsson (SWE)        | 76è                        |
| 104                        | Matteo Moschetti (ITA)         | 64è                        |
| 105                        | Nicolò Parisini (ITA)          | 92è                        |
| 106                        | Szymon Sajnok (POL)            | 53è                        |
| 107                        | Nickolas Zukowsky (CAN) (ruta) | 21è                        |

| Human Powered Health HPM | Human Powered Health HPM       | Human Powered Health HPM |
| ------------------------ | ------------------------------ | ------------------------ |
| Núm                      | Ciclista                       | Pos                      |
| 111                      | Stanisław Aniołkowski (POL)    | 98è                      |
| 112                      | Alan Banaszek (POL) (ruta)     | 104è                     |
| 113                      | Stephen Bassett (USA)          | 54è                      |
| 114                      | Charles-Étienne Chrétien (CAN) | 38è                      |
| 115                      | Chad Haga (USA)                | NP-2                     |
| 116                      | Wessel Krul (NED)              | 109è                     |
| 117                      | Barnabás Peák (HUN)            | 110è                     |

| Team Flanders-Baloise TFB | Team Flanders-Baloise TFB | Team Flanders-Baloise TFB |
| ------------------------- | ------------------------- | ------------------------- |
| Núm                       | Ciclista                  | Pos                       |
| 121                       | Ruben Apers (BEL)         | 19è                       |
| 122                       | Jenno Berckmoes (BEL)     | 31è                       |
| 123                       | Vito Braet (BEL)          | 18è                       |
| 124                       | Gilles De Wilde (BEL)     | NP-2                      |
| 125                       | Tuur Dens (BEL)           | 94è                       |
| 127                       | Jules Hesters (BEL)       | 115è                      |

| Team Novo Nordisk TNN | Team Novo Nordisk TNN   | Team Novo Nordisk TNN |
| --------------------- | ----------------------- | --------------------- |
| Núm                   | Ciclista                | Pos                   |
| 131                   | Andrea Peron (ITA)      | 66è                   |
| 132                   | Matyáš Kopecký (CZE)    | 28è                   |
| 133                   | Péter Kusztor (HUN)     | 114è                  |
| 134                   | Filippo Ridolfo (ITA)   | 60è                   |
| 135                   | Hamish Beadle (NZL)     | 113è                  |
| 136                   | Quinten De Graeve (BEL) | 111è                  |
| 137                   | Declan Irvine (AUS)     | 96è                   |

| HRE Mazowsze Serce Polski MSP | HRE Mazowsze Serce Polski MSP | HRE Mazowsze Serce Polski MSP |
| ----------------------------- | ----------------------------- | ----------------------------- |
| Núm                           | Ciclista                      | Pos                           |
| 141                           | Jeppe Aaskov Pallesen (DEN)   | 62è                           |
| 142                           | Norbert Banaszek (POL)        | 95è                           |
| 143                           | Marcin Budziński (POL)        | 16è                           |
| 144                           | Tomasz Budziński (POL)        | 24è                           |
| 145                           | Adrian Banaszek (POL)         | 123è                          |
| 146                           | Jakub Kaczmarek (POL)         | 22è                           |
| 147                           | Tobiasz Pawlak (POL)          | 117è                          |

| ColoQuick TCQ | ColoQuick TCQ           | ColoQuick TCQ |
| ------------- | ----------------------- | ------------- |
| Núm           | Ciclista                | Pos           |
| 151           | Nicklas Pedersen (DEN)  | 69è           |
| 152           | Emil Toudal (DEN)       | 108è          |
| 153           | Tobias Svarre (DEN)     | 17è           |
| 154           | Henrik Pedersen (DEN)   | 67è           |
| 155           | Frederik Muff (DEN)     | 119è          |
| 156           | Simon Bak (DEN)         | 15è           |
| 157           | Sebastian Nielsen (DEN) | 74è           |

| Leopard TOGT Pro Cycling LTP | Leopard TOGT Pro Cycling LTP     | Leopard TOGT Pro Cycling LTP |
| ---------------------------- | -------------------------------- | ---------------------------- |
| Núm                          | Ciclista                         | Pos                          |
| 161                          | Mathias Bregnhøj (DEN)           | 8è                           |
| 162                          | Andreas Stokbro (DEN)            | 12è                          |
| 163                          | Mads Østergaard Kristensen (DEN) | 97è                          |
| 164                          | Emil Nygaard Vinjebo (DEN)       | 44è                          |
| 165                          | Robin Juel Skivild (DEN)         | 33è                          |
| 166                          | Miguel Heidemann (GER)           | 72è                          |
| 167                          | Tobias Aagaard Hansen (DEN)      | DNF-4                        |

| Restaurant Suri-Carl Ras GSH | Restaurant Suri-Carl Ras GSH | Restaurant Suri-Carl Ras GSH |
| ---------------------------- | ---------------------------- | ---------------------------- |
| Núm                          | Ciclista                     | Pos                          |
| 171                          | Magnus Bak Klaris (DEN)      | 10è                          |
| 172                          | Rasmus Bøgh Wallin (DEN)     | 89è                          |
| 173                          | Daniel Stampe (DEN)          | 68è                          |
| 174                          | Jakob Egholm (DEN)           | 105è                         |
| 175                          | Mathias Larsen (DEN)         | 121è                         |
| 176                          | Oscar Bluhm (DEN)            | 107è                         |
| 177                          | Kristian Egholm (DEN)        | DNF-3                        |

| BHS-PL Beton Bornholm BPC | BHS-PL Beton Bornholm BPC       | BHS-PL Beton Bornholm BPC |
| ------------------------- | ------------------------------- | ------------------------- |
| Núm                       | Ciclista                        | Pos                       |
| 181                       | Martin Toft Madsen (DEN)        | 118è                      |
| 182                       | Frederik Irgens Jensen (DEN)    | 63è                       |
| 183                       | Nikolaj Mengel (DEN)            | 78è                       |
| 184                       | Mads-Emil Dupont Hougaard (DEN) | 82è                       |
| 185                       | Sebastian Ryttersgaard (DEN)    | DNF-1                     |
| 186                       | Boas Lysgaard (DEN)             | 103è                      |
| 187                       | Emil Schandorff Iwersen (DEN)   | 91è                       |

| Dinamarca DEN | Dinamarca DEN           | Dinamarca DEN |
| ------------- | ----------------------- | ------------- |
| Núm           | Ciclista                | Pos           |
| 191           | Julius Johansen         | 46è           |
| 192           | Alexander Salby         | 75è           |
| 193           | Kasper Andersen         | 23è           |
| 194           | Rasmus Søjberg Pedersen | 120è          |
| 195           | Jacob Schebye           | 99è           |
| 196           | Kevin Biehl             | 79è           |
| 197           | Aksel Bech Skot-Hansen  | DNF-1         |

| Lidl-Trek LTK | Lidl-Trek LTK                  | Lidl-Trek LTK |
| ------------- | ------------------------------ | ------------- |
| Núm           | Ciclista                       | Pos           |
| 1             | Julien Bernard (FRA)           | DNF-3         |
| 2             | Daan Hoole (NED)               | 84è           |
| 3             | Jacopo Mosca (ITA)             | 51è           |
| 4             | Mads Pedersen (DEN)            | 1r            |
| 5             | Mattias Skjelmose (DEN) (ruta) | 2n            |
| 6             | Toms Skujiņš (LAT) (crono)     | 9è            |
| 7             | Martin Pedersen (DEN)          | 122è          |

| Alpecin-Deceuninck ADC | Alpecin-Deceuninck ADC      | Alpecin-Deceuninck ADC |
| ---------------------- | --------------------------- | ---------------------- |
| Núm                    | Ciclista                    | Pos                    |
| 11                     | Søren Kragh Andersen (DEN)  | 29è                    |
| 12                     | Ramon Sinkeldam (NED)       | 61è                    |
| 13                     | Nicola Conci (ITA)          | 11è                    |
| 14                     | Oscar Riesebeek (NED)       | 50è                    |
| 15                     | Jensen Plowright (AUS)      | 80è                    |
| 16                     | Kristian Sbaragli (ITA)     | 20è                    |
| 17                     | Fabio Van den Bossche (BEL) | 40è                    |

| EF Education-EasyPost EFE | EF Education-EasyPost EFE      | EF Education-EasyPost EFE |
| ------------------------- | ------------------------------ | ------------------------- |
| Núm                       | Ciclista                       | Pos                       |
| 21                        | James Shaw (GBR)               | NP-5                      |
| 22                        | Magnus Cort Nielsen (DEN)      | 3r                        |
| 23                        | Stefan de Bod (RSA) (crono)    | 13è                       |
| 24                        | Mikkel Frølich Honoré (DEN)    | 34è                       |
| 25                        | Jonas Rutsch (GER)             | 47è                       |
| 26                        | Thomas Scully (NZL)            | 90è                       |
| 27                        | Michael Valgren Andersen (DEN) | 35è                       |

| Soudal Quick-Step SOQ | Soudal Quick-Step SOQ       | Soudal Quick-Step SOQ |
| --------------------- | --------------------------- | --------------------- |
| Núm                   | Ciclista                    | Pos                   |
| 31                    | Josef Černý (CZE)           | 100è                  |
| 32                    | Fabio Jakobsen (NED) (ruta) | 57è                   |
| 33                    | Michael Mørkøv (DEN)        | 55è                   |
| 34                    | Casper Pedersen (DEN)       | 26è                   |
| 35                    | Tim Declercq (BEL)          | NP-5                  |
| 36                    | Martin Svrček (SVK)         | 48è                   |
| 37                    | Mauri Vansevenant (BEL)     | DNF-1                 |

| Team DSM-Firmenich DSM | Team DSM-Firmenich DSM     | Team DSM-Firmenich DSM |
| ---------------------- | -------------------------- | ---------------------- |
| Núm                    | Ciclista                   | Pos                    |
| 41                     | Tobias Lund Andresen (DEN) | 52è                    |
| 42                     | Marco Brenner (GER)        | 41è                    |
| 44                     | Tim Naberman (NED)         | NP-5                   |
| 45                     | Florian Stork (GER)        | 32è                    |
| 46                     | Martijn Tusveld (NED)      | 83è                    |
| 47                     | Enzo Leijnse (NED)         | 101è                   |

| Uno-X Pro Cycling Team UXT | Uno-X Pro Cycling Team UXT      | Uno-X Pro Cycling Team UXT |
| -------------------------- | ------------------------------- | -------------------------- |
| Núm                        | Ciclista                        | Pos                        |
| 51                         | Louis Bendixen (DEN)            | 86è                        |
| 52                         | Alfred Grenaae (DEN)            | 112è                       |
| 53                         | William Blume Levy (DEN)        | 85è                        |
| 54                         | Anthon Charmig (DEN)            | 36è                        |
| 55                         | Lasse Norman Hansen (DEN)       | 87è                        |
| 56                         | Niklas Larsen (DEN)             | 30è                        |
| 57                         | Søren Wærenskjold (NOR) (crono) | 4t                         |

| Lotto Dstny LTD | Lotto Dstny LTD          | Lotto Dstny LTD |
| --------------- | ------------------------ | --------------- |
| Núm             | Ciclista                 | Pos             |
| 61              | Sébastien Grignard (BEL) | 42è             |
| 62              | Joshua Giddings (GBR)    | 102è            |
| 63              | Harry Sweeny (AUS)       | 49è             |
| 64              | Jarne Van De Paar (BEL)  | DNF-2           |
| 65              | Brent Van Moer (BEL)     | 7è              |
| 66              | Florian Vermeersch (BEL) | 5è              |
| 67              | Axel De Lie (BEL)        | 116è            |

| Tudor Pro Cycling Team TUD | Tudor Pro Cycling Team TUD     | Tudor Pro Cycling Team TUD |
| -------------------------- | ------------------------------ | -------------------------- |
| Núm                        | Ciclista                       | Pos                        |
| 71                         | Sebastian Kolze Changizi (DEN) | 45è                        |
| 72                         | Jacob Eriksson (SWE)           | 39è                        |
| 73                         | Lucas Eriksson (SWE) (ruta)    | 25è                        |
| 74                         | Alexander Kamp (DEN)           | 6è                         |
| 75                         | Simon Pellaud (SUI)            | 37è                        |
| 76                         | Luc Wirtgen (LUX)              | 88è                        |
| 77                         | Aivaras Mikutis (LTU) (crono)  | 106è                       |

| Green Project-Bardiani CSF-Faizanè BCF | Green Project-Bardiani CSF-Faizanè BCF | Green Project-Bardiani CSF-Faizanè BCF |
| -------------------------------------- | -------------------------------------- | -------------------------------------- |
| Núm                                    | Ciclista                               | Pos                                    |
| 81                                     | Luca Colnaghi (ITA)                    | 43è                                    |
| 82                                     | Riccardo Lucca (ITA)                   | 77è                                    |
| 83                                     | Filippo Magli (ITA)                    | 27è                                    |
| 84                                     | Alessio Nieri (ITA)                    | 93è                                    |
| 85                                     | Luca Paletti (ITA)                     | 71è                                    |
| 86                                     | Luca Rastelli (ITA)                    | 65è                                    |
| 87                                     | Alessandro Santaromita (ITA)           | 59è                                    |

| Bolton Equities Black Spoke Pro Cycling BEB | Bolton Equities Black Spoke Pro Cycling BEB | Bolton Equities Black Spoke Pro Cycling BEB |
| ------------------------------------------- | ------------------------------------------- | ------------------------------------------- |
| Núm                                         | Ciclista                                    | Pos                                         |
| 91                                          | Logan Currie (NZL)                          | 14è                                         |
| 92                                          | James Fouche (NZL)                          | 70è                                         |
| 93                                          | Aaron Gate (NZL) (crono)                    | DNF-3                                       |
| 94                                          | Ollie Jones (NZL)                           | NP-5                                        |
| 95                                          | Luke Mudgway (NZL)                          | 81è                                         |
| 96                                          | James Oram (NZL) (ruta)                     | 73è                                         |
| 97                                          | Mark Stewart (GBR)                          | 56è                                         |

| Q36.5 Pro Cycling Team Q36 | Q36.5 Pro Cycling Team Q36     | Q36.5 Pro Cycling Team Q36 |
| -------------------------- | ------------------------------ | -------------------------- |
| Núm                        | Ciclista                       | Pos                        |
| 101                        | Jack Bauer (NZL)               | 58è                        |
| 102                        | Tom Devriendt (BEL)            | DNF-2                      |
| 103                        | Tobias Ludvigsson (SWE)        | 76è                        |
| 104                        | Matteo Moschetti (ITA)         | 64è                        |
| 105                        | Nicolò Parisini (ITA)          | 92è                        |
| 106                        | Szymon Sajnok (POL)            | 53è                        |
| 107                        | Nickolas Zukowsky (CAN) (ruta) | 21è                        |

| Human Powered Health HPM | Human Powered Health HPM       | Human Powered Health HPM |
| ------------------------ | ------------------------------ | ------------------------ |
| Núm                      | Ciclista                       | Pos                      |
| 111                      | Stanisław Aniołkowski (POL)    | 98è                      |
| 112                      | Alan Banaszek (POL) (ruta)     | 104è                     |
| 113                      | Stephen Bassett (USA)          | 54è                      |
| 114                      | Charles-Étienne Chrétien (CAN) | 38è                      |
| 115                      | Chad Haga (USA)                | NP-2                     |
| 116                      | Wessel Krul (NED)              | 109è                     |
| 117                      | Barnabás Peák (HUN)            | 110è                     |

| Team Flanders-Baloise TFB | Team Flanders-Baloise TFB | Team Flanders-Baloise TFB |
| ------------------------- | ------------------------- | ------------------------- |
| Núm                       | Ciclista                  | Pos                       |
| 121                       | Ruben Apers (BEL)         | 19è                       |
| 122                       | Jenno Berckmoes (BEL)     | 31è                       |
| 123                       | Vito Braet (BEL)          | 18è                       |
| 124                       | Gilles De Wilde (BEL)     | NP-2                      |
| 125                       | Tuur Dens (BEL)           | 94è                       |
| 127                       | Jules Hesters (BEL)       | 115è                      |

| Team Novo Nordisk TNN | Team Novo Nordisk TNN   | Team Novo Nordisk TNN |
| --------------------- | ----------------------- | --------------------- |
| Núm                   | Ciclista                | Pos                   |
| 131                   | Andrea Peron (ITA)      | 66è                   |
| 132                   | Matyáš Kopecký (CZE)    | 28è                   |
| 133                   | Péter Kusztor (HUN)     | 114è                  |
| 134                   | Filippo Ridolfo (ITA)   | 60è                   |
| 135                   | Hamish Beadle (NZL)     | 113è                  |
| 136                   | Quinten De Graeve (BEL) | 111è                  |
| 137                   | Declan Irvine (AUS)     | 96è                   |

| HRE Mazowsze Serce Polski MSP | HRE Mazowsze Serce Polski MSP | HRE Mazowsze Serce Polski MSP |
| ----------------------------- | ----------------------------- | ----------------------------- |
| Núm                           | Ciclista                      | Pos                           |
| 141                           | Jeppe Aaskov Pallesen (DEN)   | 62è                           |
| 142                           | Norbert Banaszek (POL)        | 95è                           |
| 143                           | Marcin Budziński (POL)        | 16è                           |
| 144                           | Tomasz Budziński (POL)        | 24è                           |
| 145                           | Adrian Banaszek (POL)         | 123è                          |
| 146                           | Jakub Kaczmarek (POL)         | 22è                           |
| 147                           | Tobiasz Pawlak (POL)          | 117è                          |

| ColoQuick TCQ | ColoQuick TCQ           | ColoQuick TCQ |
| ------------- | ----------------------- | ------------- |
| Núm           | Ciclista                | Pos           |
| 151           | Nicklas Pedersen (DEN)  | 69è           |
| 152           | Emil Toudal (DEN)       | 108è          |
| 153           | Tobias Svarre (DEN)     | 17è           |
| 154           | Henrik Pedersen (DEN)   | 67è           |
| 155           | Frederik Muff (DEN)     | 119è          |
| 156           | Simon Bak (DEN)         | 15è           |
| 157           | Sebastian Nielsen (DEN) | 74è           |

| Leopard TOGT Pro Cycling LTP | Leopard TOGT Pro Cycling LTP     | Leopard TOGT Pro Cycling LTP |
| ---------------------------- | -------------------------------- | ---------------------------- |
| Núm                          | Ciclista                         | Pos                          |
| 161                          | Mathias Bregnhøj (DEN)           | 8è                           |
| 162                          | Andreas Stokbro (DEN)            | 12è                          |
| 163                          | Mads Østergaard Kristensen (DEN) | 97è                          |
| 164                          | Emil Nygaard Vinjebo (DEN)       | 44è                          |
| 165                          | Robin Juel Skivild (DEN)         | 33è                          |
| 166                          | Miguel Heidemann (GER)           | 72è                          |
| 167                          | Tobias Aagaard Hansen (DEN)      | DNF-4                        |

| Restaurant Suri-Carl Ras GSH | Restaurant Suri-Carl Ras GSH | Restaurant Suri-Carl Ras GSH |
| ---------------------------- | ---------------------------- | ---------------------------- |
| Núm                          | Ciclista                     | Pos                          |
| 171                          | Magnus Bak Klaris (DEN)      | 10è                          |
| 172                          | Rasmus Bøgh Wallin (DEN)     | 89è                          |
| 173                          | Daniel Stampe (DEN)          | 68è                          |
| 174                          | Jakob Egholm (DEN)           | 105è                         |
| 175                          | Mathias Larsen (DEN)         | 121è                         |
| 176                          | Oscar Bluhm (DEN)            | 107è                         |
| 177                          | Kristian Egholm (DEN)        | DNF-3                        |

| BHS-PL Beton Bornholm BPC | BHS-PL Beton Bornholm BPC       | BHS-PL Beton Bornholm BPC |
| ------------------------- | ------------------------------- | ------------------------- |
| Núm                       | Ciclista                        | Pos                       |
| 181                       | Martin Toft Madsen (DEN)        | 118è                      |
| 182                       | Frederik Irgens Jensen (DEN)    | 63è                       |
| 183                       | Nikolaj Mengel (DEN)            | 78è                       |
| 184                       | Mads-Emil Dupont Hougaard (DEN) | 82è                       |
| 185                       | Sebastian Ryttersgaard (DEN)    | DNF-1                     |
| 186                       | Boas Lysgaard (DEN)             | 103è                      |
| 187                       | Emil Schandorff Iwersen (DEN)   | 91è                       |

| Dinamarca DEN | Dinamarca DEN           | Dinamarca DEN |
| ------------- | ----------------------- | ------------- |
| Núm           | Ciclista                | Pos           |
| 191           | Julius Johansen         | 46è           |
| 192           | Alexander Salby         | 75è           |
| 193           | Kasper Andersen         | 23è           |
| 194           | Rasmus Søjberg Pedersen | 120è          |
| 195           | Jacob Schebye           | 99è           |
| 196           | Kevin Biehl             | 79è           |
| 197           | Aksel Bech Skot-Hansen  | DNF-1         |